# مارك بنتلي
مارك بنتلي (بالإنجليزية: Mark Bentley)‏ (7 يناير 1978 في المملكة المتحدة - ) هو مدرب كرة قدم ولاعب كرة قدم بريطاني في مركز الوسط. لعب مع إبسفليت يونايتد وبوريهام وود إف سي وكامبريدج يونايتد ونادي إنفيلد ونادي ساوثيند يونايتد ونادي غيلينغهام وهايز وييدينغ يونايتد ‏ ونادي إِنفيلد ‏ ونادي أفيلي ونادي ألدرشوت تاون وداغنهام وريدبريدج وغرايز أتلاتيك ‏ ونادي ويلدستون لكرة القدم.

## وصلات خارجية
- مارك بنتلي على موقع قاعدة بيانات كرة القدم.إي يو (الإنجليزية)
- مارك بنتلي على موقع Soccerbase.com (لاعب) (الإنجليزية)